# Sarit Hadad
Pour les articles homonymes, voir Hadad.
Sarit Hadad (en hébreu : שרית חדד), née le 20 septembre 1978 à Hadera, est une chanteuse israélienne de musique populaire.

## Biographie
Elle est née en Israel, à Hadera. Son vrai nom est Sara Hodedtov (שרה חודדטוב), et elle est issue d'une famille juive de musiciens d'origine géorgienne.
Elle commence sa carrière à l'âge de huit ans, en donnant des concerts de musique classique au piano à un club local. Elle le cache à ses parents, qui ne l'apprennent que deux ans plus tard, quand les concerts sont finis. Durant cette période, elle apprend d'elle-même à jouer entre autres de l'orgue, de la guitare, de l'accordéon et de la darbouka. En outre, elle apprend à jouer de la shkouba grâce à son mentor très controversé.
Sarit étudie également à l'École démocratique de Hadera.
À l'âge de quinze ans, elle rejoint le Hadera Youth Band, premier pas en direction de sa carrière solo. Depuis cette époque, beaucoup de ses chansons se retrouvent au sommet des charts israéliens. La télévision israélienne l'a d'ailleurs choisie pour représenter son pays au Concours Eurovision de la chanson 2002, avec la chanson "Light a candle (en)". Il y eut des opposants à ce morceau, à cause de la situation politique en Israël, mais l'Eurovision ne dispose pas de règles justifiant une telle disqualification. Elle obtint la douzième place.
Sarit Hadad a notamment chanté en duo avec Ibrahim Tatlises (chanteur turc) et Eyal Golan. Elle a aussi fait des reprises telles qu'"Inta Omri" (Oum Kalsoum) et Lu Yehi (Naomi Shemer).
Sarit Hadad est aujourd'hui connue pour sa voix. Elle est notamment l'interprète de "Shema Israël".
Sarit Hadad est en tournée en décembre 2006 aux États-Unis.
Sarit Haddad est également joueuse de Chkoubba qu'elle a appris avec son mentor Shahar Bassa.
Elle fait actuellement partie du jury de l'émission The Voice Israël auprès de Shlomi Shabat, Aviv Geffen et Mosh Ben-Ari.
Elle a affiché son orientation homosexuelle après son coming out  dans la chanson "Ahava Kmo Shelanu" (un amour comme la notre) en septembre 2021,

## Discographie

### Albums
1. Spark of life – ניצוץ החיים – 1995
2. Live in France – הופעה חיה בצרפת – 1996
3. The Road I Chose – הדרך שבחרתי – 1997
4. Was singing in Arabic  – שרה בערבית – 1997
5. Law of Life – חוק החיים – 1998
6. Like Cinderella – כמו סינדרלה – 1999
7. Live at Heichal Hatarbut - ההופעה בהיכל התרבות – 1999
8. Doing What I Want – לעשות מה שבא לי – 2000
9. Sweet Illusions – אשליות מתוקות – 2001
10. Girl of Love – ילדה של אהבה – 2002
11. Only Love Will Bring Love – רק אהבה תביא אהבה – 2003
12. Celebration - חגיגה – 2004
13. Miss Music - 2005 - מיס מיוזיק
14. Princess of Happiness (for children) - 2006 - נסיכה של שמחה
15. The One Who Watches Over Me - 2007 - זה ששומר עליי
16. The Beat Collection - 2008 - האוסף הקצבי
17. The Smooth Collection - 2008 - האוסף השקט
18. The Race of Life - 2009 - מרוץ החיים
19. The Race of Life, Live at Caesarea 2009 - 2010 - שרית חדד בקיסריה, מרוץ החיים 2009
20. 20 - 2011
21. Days of joy - Part One - 2013 - 'ימים של שמחה - חלק א
22. Days of joy - Part Two - 2014 - 'ימים של שמחה - חלק ב (soon)

### Greatest hits album
- The compilation - 2008 - האוסף
- The Best - 2012 - המיטב

### DVD
- DVD - The Show (Like Cinderella)
- DVD - In the Temple (Doing What I Want)
- DVD - In Caesarea (Sweet Illusions)
- DVD - Child of Love (in Caesarea)
- DVD - Only Love Will Bring Love (in Caesarea)
- DVD - Celebration (in Caesarea)
- DVD - All the Happy People (in Caesarea)
- DVD - Princess of Joy (For Kids)
- DVD - The Race of Life, Live at Caesarea 2009 (in Caesarea)